# کلیسای سنت پال
کلیسای سنت پال یک کلیسای قدیمی در منهتن نیویورک است. این کلیسا قدیمیترین کلیسای منهتن می‌باشد.

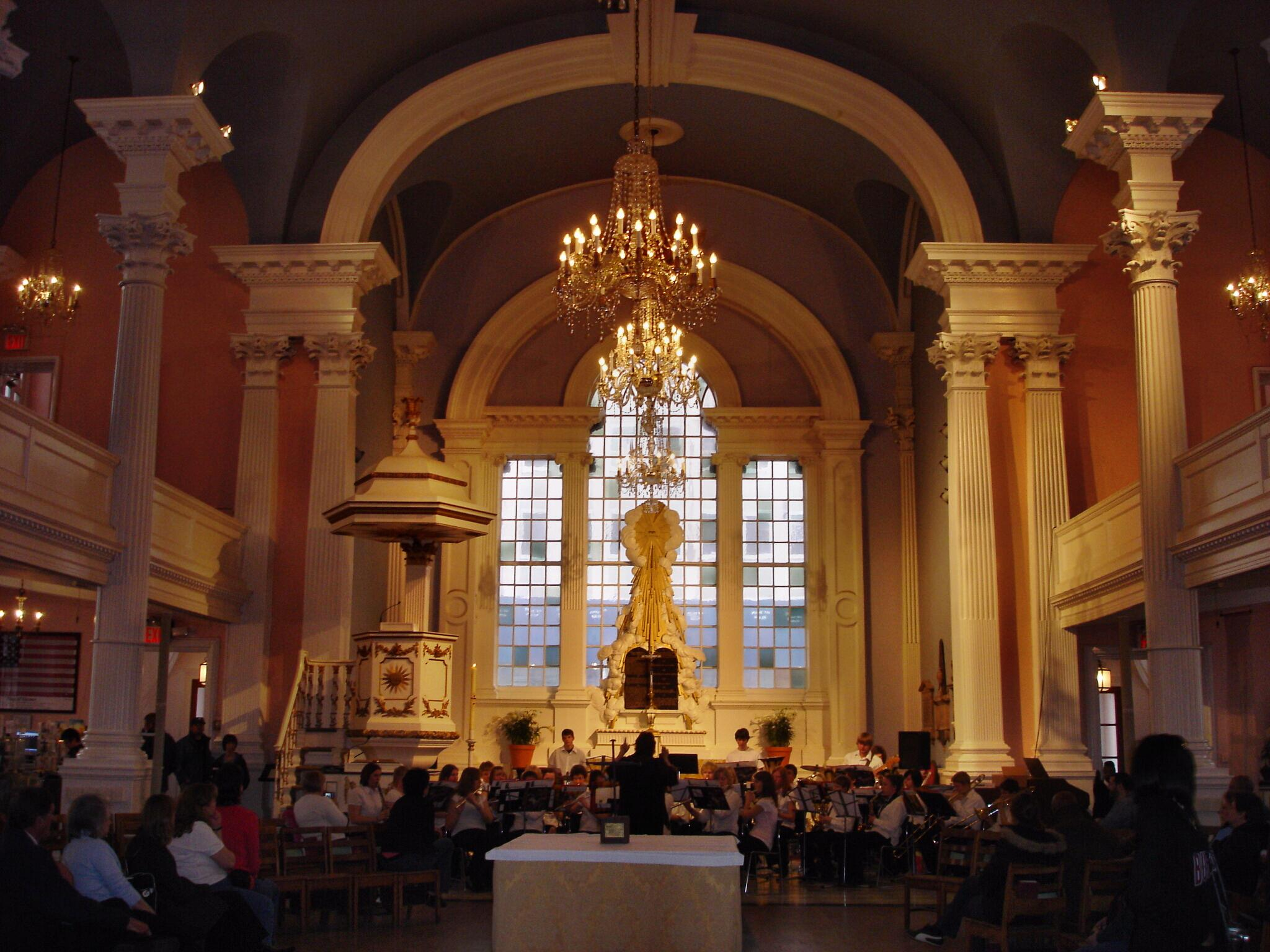
درون کلیسای سنت پال

## تاریخچه
کلیسای سنت پال در زمینی که توسط آنا ملکه انگلستان اهدا شده بود توسط توماس مک بین طراحی و توسط آندرو گاتیر ساخته شد. بعد از اتمام آن در ۱۷۶۶ میلادی فاصله کمی با بندر شهر در جنوب نیویورک داشت. در سمت راست کلیسا مجسمه ریچارد مونتگمری که در جنگ کبک در ۱۷۷۵ کشته شده بود قرار دارد. این ساختمان قدیمیترین ساختمان عمومی در نیویورک است که هنوز هم در حال استفاده است. جرج واشینگتن در روز اول دولت خود در ۳۰ آوریل ۱۷۸۹ در این کلیسا به همراه بقیه مسئولان دولت به عبادت پرداخت.

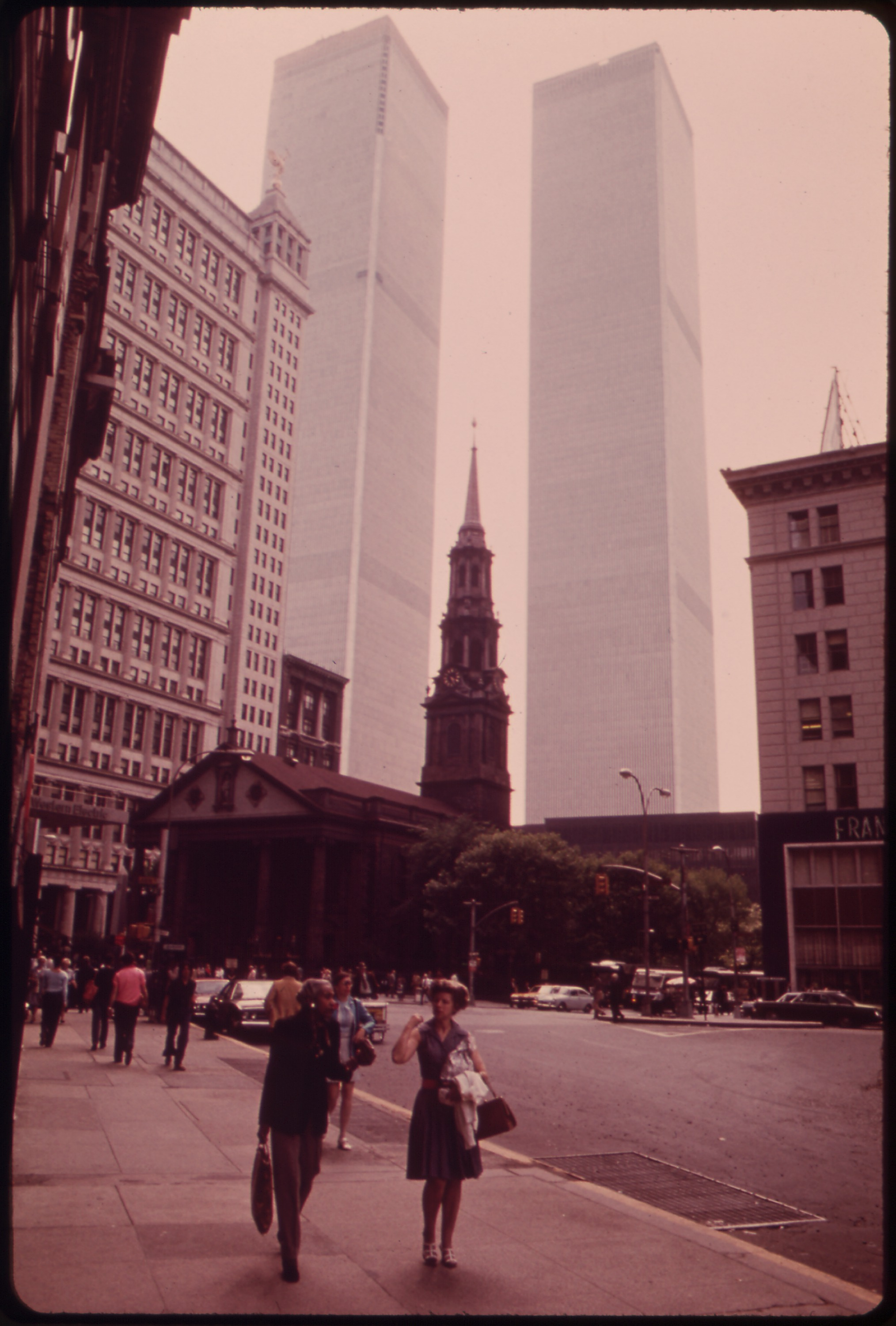
کلیسای سنت پال و برجهای دوقلو در پشت سر آن

## حملات ۱۱ سپتامبر
کلیسای سنت پال در نزدیکی محل حادثه ۱۱ سپتامبر قرار دارد و در روزهای بعد از این حملات به عنوان محل زندگی بسیاری از کسانی که در این حادثه بی‌خانمان شده بودند قرار می‌گرفت. کلیسا در حملات ۱۱ سپتامبر آسیب بسیار کمی دید و فقط دارای یک شیشه شکسته شد. مسئولان کلیسا اعلام کردند که این به دلیل این بود که یک درخت انجیر در جلوی کلیسا به صورت معجزه آسایی موج انفجار را دریافت کرده بود. این درخت بعد از این حوادث با برنز پوشانده شد و در جلوی کلیسا به عنوان سمبل این معجزه قرار گرفت. رودی جولیانی در سال ۲۰۰۱ در این کلیسا با مردم شهر نیویورک در آخرین روز شهرداری خود وداع کرد.